# کلاغ جنگلی فیلیپینی
کلاغ جنگلی فیلیپینی (نام علمی: Corvus philippinus) گونه‌ای کلاغ بومی فیلیپین است. این گونه، همه‌جازیست است و در طیف گسترده‌ای از زیستگاه‌ها، از جمله نزدیک سکونتگاه‌های انسانی، یافت می‌شود. این گونه در گذشته، زیرگونه‌ای از کلاغ نوک‌بزرگ بود، اما اکنون به عنوان یک گونه متمایز شناخته می‌شود.